# Temporada 1980 de la CART IndyCar World Series
La temporada 1980 de la CART IndyCar World Series fue la segunda temporada de la Championship Auto Racing Teams, que consistió en 12 carreras, comenzando en Ontario, California el 13 de abril y concluyendo en Avondale, Arizona, el 8 de noviembre. El campeón de la PPG CART IndyCar World Series y ganador de las 64.ª edición de las 500 Millas de Indianápolis fue Johnny Rutherford. Novato del Año fue el Australiano Dennis Firestone. Toda la temporada, incluyendo las 500 Millas de Indianápolis, iban a ser co-sancionadas tanto por la USAC como el nuevo rector del campeonato, CART, sin embargo, la USAC terminó retirándose del acuerdo después de la quinta carrera por diferencias entre ambas organizaciones. La carrera de apertura de temporada fue en Phoenix, que iba a ser 2 de marzo, tuvo que ser cancelada producto de unas inundaciones locales y carreteras dañadas por la inundación.

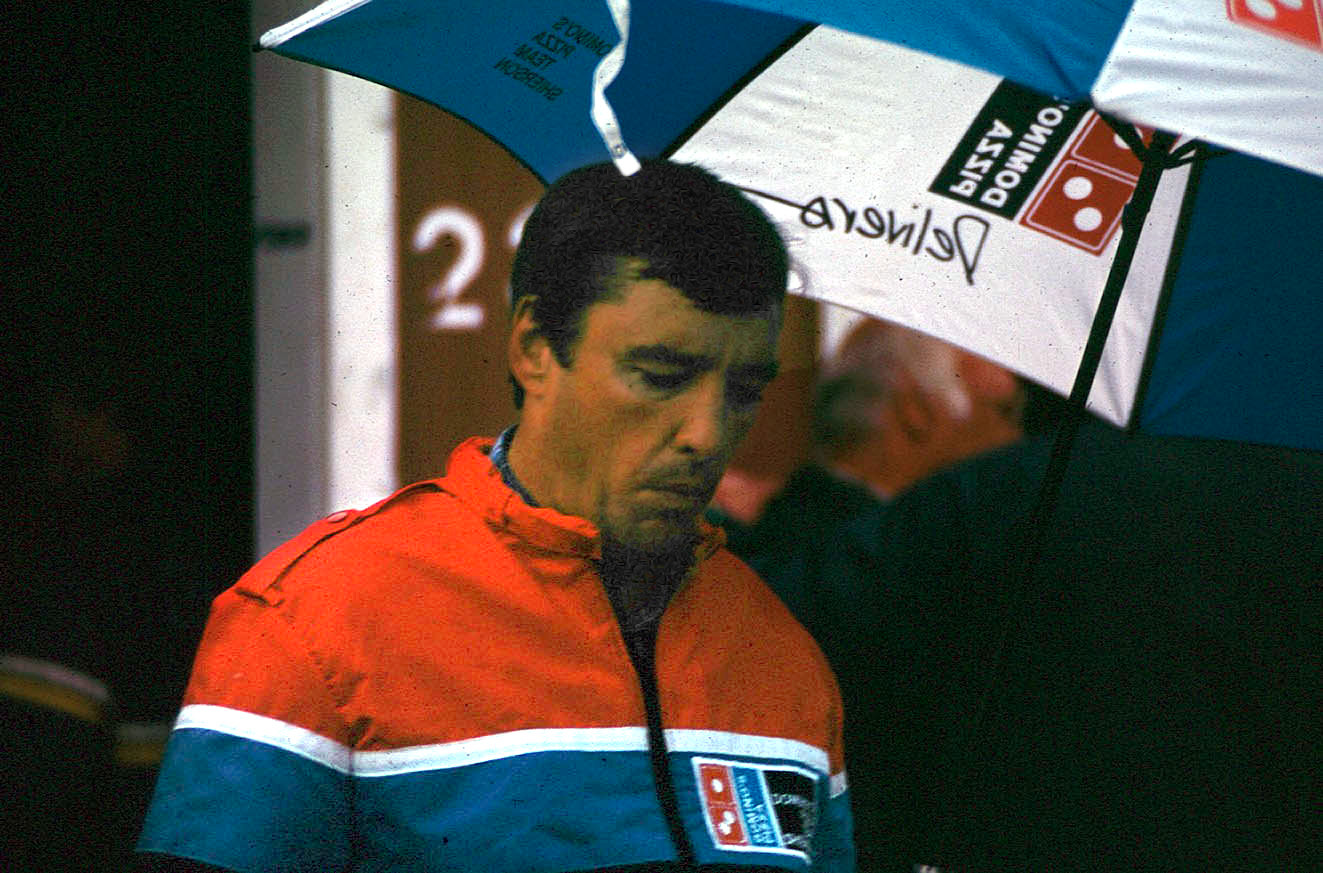
Johnny Rutherford se coronó Campeón de la temporada 1980 de la CART y la 64.ª edición de las 500 Millas de Indianápolis.

## Equipos y pilotos
| Equip./Prop.                          | Chasis                             | Motor                  | Neumáticos | Núm.     | Piloto (s)                            |
| ------------------------------------- | ---------------------------------- | ---------------------- | ---------- | -------- | ------------------------------------- |
| Sugaripe Prune                        | McLaren                            | Cosworth               | G          | 7/9      | Tom Sneva                             |
| Chaparral Cars Inc.                   | Chaparral                          | Cosworth               | G          | 4        | Johnny Rutherford                     |
| Penske                                | Penske Phoenix                     | Cosworth               | G          | 1        | Rick Mears                            |
| Penske                                | Penske Phoenix                     | Cosworth               | G          | 11       | Bobby Unser                           |
| Penske                                | Penske Phoenix                     | Cosworth               | G          | 12       | Mario Andretti                        |
| Penske                                | Penske Phoenix                     | Cosworth               | G          | 20       | Gordon Johncock                       |
| Penske                                | Penske Phoenix                     | Cosworth               | G          | 61       | Tom Gloy                              |
| Patrick Racing                        | Penske Wildcat Phoenix             | Cosworth               | G          | 20       | Gordon Johncock                       |
| Patrick Racing                        | Penske Wildcat Phoenix             | Cosworth               | G          | 40       | Tom Bagley                            |
| Patrick Racing                        | Penske Wildcat Phoenix             | Cosworth               | G          | 60       | Gordon Smiley                         |
| Fletcher Racing                       | Penske Phoenix                     | Cosworth               | G          | 35/55    | Spike Gehlhausen                      |
| Fletcher Racing                       | Penske Phoenix                     | Cosworth               | G          | 70       | Gordon Smiley                         |
| All American Racers                   | Eagle                              | Cosworth               | G          | 48       | Mike Mosley                           |
| Longhorn Racing                       | Longhorn                           | Cosworth               | G          | 5        | Al Unser                              |
| Alsup Racing                          | Penske McLaren                     | Cosworth               | G          | 41       | Bill Alsup                            |
| Alsup Racing                          | Penske McLaren                     | Cosworth               | G          | 47       | Phil Caliva                           |
| Galles Racing                         | Penske McLaren                     | Cosworth Chevrolet     | G          | 23/26 81 | Dick Ferguson                         |
| King Racing                           | McLaren King                       | Cosworth Chevrolet     | G          | 72/86 97 | Roger Mears                           |
| King Racing                           | McLaren King                       | Cosworth Chevrolet     | G          | 97       | Billie Harvey Jerry Miller            |
| 1st National Bank of Peru             | Anteres                            | Offenhauser            | G          | 50       | Jan Sneva                             |
| Hoffman Racing                        | Penske Lightning Spyder            | Cosworth Offenhauser   | G          | 59/69    | Joe Saldana                           |
| Hoffman Racing                        | Penske Lightning Spyder            | Cosworth Offenhauser   | G          | 79       | Bob Frey                              |
| Stanton Barrett                       | Penske                             | Cosworth               | G          | 75       | Ron Shuman                            |
| Mergard Racing                        | Eagle                              | Offenhauser            | G          | 42       | John Wood                             |
| Leader Card                           | Watson                             | Offenhauser Cosworth   | G          | 2/24     | Billy Vukovich II                     |
| Leader Card                           | Watson                             | Offenhauser Cosworth   | G          | 24       | Sheldon Kinser                        |
| Menard Racing                         | Lightning                          | Offenhauser            | G          | 28       | Herm Johnson                          |
| Wood Power                            | Eagle                              | Chevrolet              | G          | 15/65    | Bill Tempero                          |
| Alex Foods                            | Penske                             | Cosworth               | G          | 10       | Pancho Carter                         |
| Del Ray Marine Agajanian-Faas         | King                               | Chevrolet              | G          | 98       | Bob Harkey Tony Bettenhausen Jr.      |
| The Enterprise                        | Wildcat                            | Offenhauser            | G          | 22       | Ross Davis                            |
| Pacific Coast Racing                  | Penske Lightning                   | Cosworth Offenhauser   | G          | 38/82    | Rick Muther                           |
| Pacific Coast Racing                  | Penske Lightning                   | Cosworth Offenhauser   | G          | 86       | Al Loquasto Jeff Heywood              |
| Gilmore Racing                        | Parnelli                           | Cosworth               | G          | 14       | A.J. Foyt                             |
| Gilmore Racing                        | Parnelli                           | Cosworth               | G          | 16       | George Snider                         |
| Armstrong Mould O'Hanlon Racing       | Wildcat Lola Orbiter McLaren March | DGS Cosworth Chevrolet | G          | 7/43/81  | Jerry Sneva                           |
| Armstrong Mould O'Hanlon Racing       | Wildcat Lola Orbiter McLaren March | DGS Cosworth Chevrolet | G          | 43       | Tom Bigelow Howdy Holmes Danny Ongais |
| Armstrong Mould O'Hanlon Racing       | Wildcat Lola Orbiter McLaren March | DGS Cosworth Chevrolet | G          | 44       | Greg Leffler                          |
| Armstrong Mould O'Hanlon Racing       | Wildcat Lola Orbiter McLaren March | DGS Cosworth Chevrolet | G          | 46       | Gary Bettenhausen                     |
| Armstrong Mould O'Hanlon Racing       | Wildcat Lola Orbiter McLaren March | DGS Cosworth Chevrolet | G          | 75       | Bruce Hill                            |
| Armstrong Mould O'Hanlon Racing       | Wildcat Lola Orbiter McLaren March | DGS Cosworth Chevrolet | G          | 81       | Cliff Hucul Lee Kunzman               |
| Interscope Racing                     | Parnelli                           | Cosworth               | G          | 25       | Danny Ongais                          |
| Richmond Racing Mach I Racing         | Penske                             | Cosworth               | G          | 21       | Tim Richmond                          |
| Beaudoin Racing                       | McLaren                            | Cosworth               | G          | 29       | Billy Engelhart                       |
| Sun Systems                           | Penske                             | Cosworth               | G          | 94       | Bill Whittington                      |
| Sun Systems                           | Penske                             | Cosworth               | G          | 96       | Don Whittington                       |
| Scientific Drilling                   | Penske                             | Cosworth               | G          | 18       | Dennis Firestone                      |
| Guarantee                             | Lightning                          | Chevrolet              | G          | 99       | Hurley Haywood                        |
| Tonco Trailer                         | McLaren Gerhardt Karl              | Chevrolet              | G          | 38       | Jerry Karl                            |
| Simon Racing                          | Vollstedt                          | Offenhauser            | G          | 8        | Dick Simon                            |
| Advance Clean Sweep                   | Wildcat                            | Chevrolet              | G          | 66       | Roger Rager                           |
| McElreath Racing                      | Penske                             | Cosworth               | G          | 23/97    | Jim McElreath                         |
| Hopkins Racing                        | Lightning                          | Offenhauser Cosworth   | G          | 15/51    | Johnny Parsons                        |
| Kraco Racing                          | Wildcat                            | DGS Offenhauser        | G          | 95       | Larry Cannon                          |
| Vetrock Racing                        | Eagle                              | Offenhauser            | G          | 71       | Dean Vetrock                          |
| Machinists Union                      | IAM                                | Chevrolet              | G          | 30       | Phil Threshie Larry Dickson           |
| Cargo Master                          | Manta                              | Offenhauser            | G          | 50       | Dick Ferguson                         |
| Parts Washer Service                  | Eagle Penske                       | Offenhauser            | G          | 91       | Chip Mead                             |
| Parts Washer Service                  | Eagle Penske                       | Offenhauser            | G          | 92       | John Mahler                           |
| Texaco Star                           | Lightning                          | Offenhauser            | G          | 55       | Janet Guthrie                         |
| Vita Fresh Orange Juice Medlin Racing | Eagle                              | Offenhauser            | G          | 32       | Tony Bettenhausen Jr.                 |
| Wysard Motor Co.                      | Wildcat McLaren                    | DGS Cosworth           | G          | 34       | Vern Schuppan Pete Halsmer            |
| J J Enterprises                       | Wildcat                            | Cosworth DGS           | G          | 36/37    | John Martin                           |
| BFM Enterprises                       | Manta                              | Offenhauser            | G          | 50       | Milt Harper                           |
| National Engineering                  | McLaren                            | Cosworth               | G          | 72       | Michael Chandler                      |
| Walmotor                              | Penske                             | Cosworth               | G          | 77       | Salt Walther                          |
| Pronósticos Deportivos                | Penske                             | Cosworth               | G          | 88       | Daniel Muñiz                          |
| -Entrada Privada-                     | Penske                             | Cosworth               | G          | 91       | Juan Carlos Bolaños                   |
| Shade Tree Racing                     | Eagle                              | Offenhauser            | G          | 85       | Michel Jourdain                       |
| Psachie                               | Penske                             | Cosworth               | G          | 55       | Josele Garza                          |
| Rhoades Racing                        | Eagle                              | RAM                    | G          | -        | Larry Rice                            |

## Competencias disputadas

### Calendario
| Rond. | Fecha            | Comp.                                          | Circuito                        | Localización            | Pole Position     | Ganador           | Equipo Ganador |
| ----- | ---------------- | ---------------------------------------------- | ------------------------------- | ----------------------- | ----------------- | ----------------- | -------------- |
| 1     | 13 de abril      | Datsun Twin 200                                | Ontario Motor Speedway          | Ontario, California     | Johnny Rutherford | Johnny Rutherford | Chaparral      |
| 2     | 26 de mayo       | 64.ª edición de las 500 Millas de Indianápolis | Indianapolis Motor Speedway     | Indianapolis, Indiana   | Johnny Rutherford | Johnny Rutherford | Chaparral      |
| 3     | 8 de junio       | Gould Rex Mays Classic 150                     | Milwaukee Mile                  | West Allis, Wisconsin   | Gordon Johncock   | Bobby Unser       | Penske Racing  |
| 4     | 22 de junio      | True Value 500                                 | Pocono Raceway                  | Long Pond, Pennsylvania | Bobby Unser       | Bobby Unser       | Penske Racing  |
| 5     | 13 de julio      | Red Roof Inns 150                              | Mid-Ohio Sports Car Course      | Lexington, Ohio         | Al Unser          | Johnny Rutherford | Chaparral      |
| 6     | 20 de julio      | Norton 200                                     | Michigan International Speedway | Brooklyn, Michigan      | Bobby Unser       | Johnny Rutherford | Chaparral      |
| 7     | 3 de agosto      | Kent Oil 150                                   | Watkins Glen International      | Watkins Glen, New York  | Al Unser          | Bobby Unser       | Penske Racing  |
| 8     | 10 de agosto     | Tony Bettenhausen 200                          | Milwaukee Mile                  | West Allis, Wisconsin   | Johnny Rutherford | Johnny Rutherford | Chaparral      |
| 9     | 31 de agosto     | California 500                                 | Ontario Motor Speedway          | Ontario, California     | Bobby Unser       | Bobby Unser       | Penske Racing  |
| 10    | 20 de septiembre | Gould Grand Prix 150                           | Michigan International Speedway | Brooklyn, Michigan      | Mario Andretti    | Mario Andretti    | Penske Racing  |
| 11    | 26 de octubre    | I Copa México 150                              | Autódromo Hermanos Rodríguez    | Ciudad de México        | Bobby Unser       | Rick Mears        | Penske Racing  |
| 12    | 8 de noviembre   | Miller High Life 150                           | Phoenix International Raceway   | Avondale, Arizona       | Mario Andretti    | Tom Sneva         | Sugaripe Prune |

     Óvalo
     Circuito
- La Indy 500 de 1980 fue sancionado por la USAC pero era válida para el campeonato de la CART, sin embargo, tras esta competencia, la USAC renunció a fiscalizar la competencia para la temporada siguiente.
- La CART y la USAC unieron en 1980 bajo el organismo denominado Campeonato de Liga de Carreras (CRL). Las cinco primeras carreras de la temporada que se realizaron bajo el CRL fueron sancionadas por la USAC. El sindicato se disolvió tras la carrera de Mid-Ohio. CART sancionó las siete carreras restantes del calendario y se combinaron los resultados de obtenidos por los pilotos junto con las entradas realizadas de la CRL para definir el título del campeonato.

## Sistema de Puntuación del Campeonato
Los puntos se otorgaron para esta temporada de la siguiente manera:
| Dist. (en Millas)/Pos. | 1    | 2   | 3   | 4   | 5   | 6   | 7   | 8   | 9   | 10  | 11  | 12 | 13 | 14 | 15 | 16 | 17 | 18 | 19 | 20 | 21 | 22 | 23 | 24 | 25 | 26 | 27 | 28 | 29 | 30 | 31 | 32 | 33 |
| ---------------------- | ---- | --- | --- | --- | --- | --- | --- | --- | --- | --- | --- | -- | -- | -- | -- | -- | -- | -- | -- | -- | -- | -- | -- | -- | -- | -- | -- | -- | -- | -- | -- | -- | -- |
| 500 millas             | 1000 | 800 | 700 | 600 | 500 | 400 | 300 | 250 | 200 | 150 | 100 | 50 | 25 | 25 | 25 | 25 | 20 | 20 | 20 | 20 | 15 | 15 | 15 | 10 | 10 | 10 | 10 | 10 | 5  | 5  | 5  | 5  | 5  |
| 200 millas             | 400  | 320 | 280 | 240 | 200 | 160 | 120 | 100 | 80  | 60  | 40  | 20 | 10 | 10 | 10 | 10 | 8  | 8  | 8  | 8  | 6  | 6  | 6  | 6  | 4  | 4  |    |    |    |    |    |    |    |
| 150 millas             | 300  | 240 | 210 | 160 | 150 | 120 | 90  | 75  | 60  | 45  | 30  | 15 | 8  | 8  | 8  | 8  | 6  | 6  | 6  | 6  | 5  | 4  | 4  |    |    |    |    |    |    |    |    |    |    |
| 125 millas             | 250  | 200 | 175 | 150 | 125 | 100 | 75  | 63  | 50  | 38  | 25  | 13 | 5  | 5  | 5  | 5  | 5  | 5  | 5  | 5  | 4  | 4  | 4  |    |    |    |    |    |    |    |    |    |    |
| 100 millas             | 200  | 160 | 140 | 120 | 100 | 80  | 60  | 50  | 40  | 30  | 20  | 10 | 5  | 5  | 5  | 5  | 5  | 5  |    |    |    |    |    |    |    |    |    |    |    |    |    |    |    |

### Estadísticas Finales
| Pos. | Piloto                | ONT R1 | INDY 500 | MIL R1 | POC | MDO | MIC R1 | WKG | MIL R2 | ONT R2 | MIC R2 | MEX | PHX | Puntos |
| ---- | --------------------- | ------ | -------- | ------ | --- | --- | ------ | --- | ------ | ------ | ------ | --- | --- | ------ |
| 1    | Johnny Rutherford     | 1      | 1        | 2      | 2   | 1   | 1      | 5   | 1      | 2      | 4      | Ret | Ret | 4,723  |
| 2    | Bobby Unser           | Ret    | Ret      | 1      | 1   | Ret | 2      | 1   | 3      | 1      | 2      | 2   | DNQ | 3,714  |
| 3    | Tom Sneva             | 2      | 2        | 6      | 3   | Ret | 6      | 4   | Ret    | Ret    | 6      | 4   | 1   | 2,930  |
| 4    | Rick Mears            | Ret    | 5        | 5      | 12  | Ret | 4      | 2   | 2      | 3      | 3      | 1   | 7   | 2,866  |
| 5    | Pancho Carter         | Ret    | 6        | 4      | 6   | 7   | 3      | 7   | Ret    | 7      | 7      | Ret | Ret | 1,855  |
| 6    | Gordon Johncock       | 3      | 4        | 3      | DNQ | 2   | 5      | Ret | Ret    | Ret    | Ret    | Ret | Ret | 1,572  |
| 7    | Bill Alsup            | 7      |          | 9      | 4   | 3   | 10     | 8   | Ret    | Ret    | 10     | Ret | Ret | 1,214  |
| 8    | Al Unser              | Ret    | Ret      | Ret    | Ret | Ret | 7      | Ret | 13     | 4      | 5      | 3   | Ret | 1,153  |
| 9    | Gary Bettenhausen     |        | 3        | 12     | Ret | Ret | 9      | 11  | WD     | Ret    | Ret    |     | 3   | 1,057  |
| 10   | Vern Schuppan         |        |          |        | 5   | 5   |        | Ret |        | 10     |        |     |     | 806    |
| 11   | Tom Bagley            | 5      | Ret      | Ret    | Ret |     | 8      | 6   | 4      | Ret    | 8      | Ret | Ret | 794    |
| 12   | Dennis Firestone      |        | Ret      |        | Ret |     | 14     |     |        | 6      | DNS    | 5   | 5   | 743    |
| 13   | Sheldon Kinser        | Ret    |          | 11     | 7   | Ret | 16     | Ret | Ret    | 12     | 14     | 7   | 4   | 697    |
| 14   | Tom Gloy              |        |          |        |     | 6   |        |     |        | 5      | 9      |     |     | 680    |
| 15   | Danny Ongais          |        | 7        | Ret    | Ret | Ret | Ret    | 3   |        | Ret    | 11     | Ret |     | 601    |
| 16   | Mario Andretti        |        | Ret      |        | Ret |     |        |     |        |        | 1      |     | 2   | 580    |
| 17   | Spike Gehlhausen      | 4      | Ret      |        |     |     | 12     |     | 5      | Ret    |        | Ret |     | 473    |
| 18   | Roger Rager           |        | Ret      |        | Ret | 8   | Ret    |     | 8      | 11     |        | Ret | Ret | 381    |
| 19   | Rick Muther           | Ret    |          | 18     |     | Ret | Ret    | 10  |        | 8      |        |     |     | 356    |
| 20   | Bill Tempero          | Ret    |          | 16     |     | Ret | 17     | 15  | 6      | Ret    | 16     | 8   | Ret | 331    |
| 21   | Dick Ferguson         | 8      | Ret      | DNQ    |     |     | 13     |     |        | 9      |        |     |     | 315    |
| 22   | Howdy Holmes          |        |          | 15     | 8   | Ret | 11     | 13  |        |        |        |     |     | 314    |
| 23   | Larry Cannon          |        | Ret      | DNQ    | 9   |     | Ret    |     | DNQ    | Ret    | Ret    | 9   | Ret | 299    |
| 24   | Herm Johnson          | Ret    |          | 17     | 11  |     |        |     | 11     | 13     | 13     | Ret | 8   | 272    |
| 24   | Roger Mears           | 9      |          |        |     | 4   |        | 16  | Ret    |        |        |     |     | 272    |
| 26   | Tom Bigelow           |        | 8        |        |     |     |        |     | 14     |        |        |     |     | 260    |
| 27   | Billy Engelhart       |        | 11       | 10     | 13  |     |        |     | 10     | Ret    |        |     | Ret | 246    |
| 28   | Jim McElreath         |        | Ret      |        | Ret |     |        | 12  | 9      |        |        | 6   |     | 240    |
| 29   | Jerry Karl            |        | Ret      | 14     | 15  | Ret | 15     | 9   | Ret    | Ret    |        | Ret | Ret | 215    |
| 30   | Tim Richmond          |        | 9        | DNQ    |     | Ret | Ret    |     |        |        |        |     |     | 209    |
| 31   | Dick Simon            |        | Ret      | 13     | Ret |     | Ret    | 17  | 7      | Ret    | Ret    | Ret | Ret | 185    |
| 32   | Greg Leffler          |        | 10       |        |     |     |        |     |        | Ret    | 15     |     | Ret | 184    |
| 33   | Gordon Smiley         | 6      | Ret      |        |     |     |        |     |        |        | Ret    | DNQ |     | 176    |
| 34   | Lee Kunzman           |        |          |        | 10  |     |        |     |        |        |        |     |     | 150    |
| 35   | Jerry Sneva           |        | Ret      | 8      | 14  |     |        |     | Ret    | Ret    | 11     |     | Ret | 149    |
| 36   | Pete Halsmer          | Ret    |          |        |     |     |        |     |        |        |        |     | 6   | 128    |
| 37   | Bill Vukovich II      |        | 12       | Ret    | Ret |     |        |     | Ret    | Ret    | Ret    |     | Ret | 96     |
| 38   | Cliff Hucul           |        |          | 7      |     |     |        |     |        |        |        |     |     | 90     |
| 39   | Phil Caliva           | Ret    |          |        | Ret | Ret |        |     |        | Ret    |        | Ret |     | 70     |
| 40   | Jan Sneva             | 10     |          |        |     |     |        |     |        |        |        |     |     | 60     |
| 41   | John Martin           |        |          |        | Ret | Ret | Ret    |     | Ret    | Ret    |        |     |     | 56     |
| 41   | Mike Mosley           | Ret    | Ret      |        | Ret |     |        |     | Ret    | Ret    |        |     |     | 56     |
| 43   | Joe Saldana           | Ret    |          |        | Ret |     | Ret    |     | 12     |        | Ret    |     |     | 50     |
| 44   | A.J. Foyt             | WD     | Ret      |        | Ret |     |        |     |        |        |        |     |     | 45     |
| 45   | Ron Shuman            | 11     |          |        |     |     |        |     |        |        |        |     |     | 40     |
| 46   | Johnny Parsons        |        | Ret      |        | DNQ |     | Ret    |     |        | Ret    | Ret    |     |     | 36     |
| 47   | John Mahler           |        |          | DNQ    |     | Ret |        | 14  | Ret    | Ret    |        | Ret |     | 35     |
| 48   | Don Whittington       |        | 13       |        |     |     |        |     |        |        |        |     |     | 25     |
| 48   | John Wood             | 12     |          |        |     | Ret |        |     | DNQ    |        |        |     |     | 25     |
| 48   | Mike Chandler         |        |          |        |     |     |        |     |        | Ret    |        |     |     | 25     |
| 48   | George Snider         |        | Ret      |        | DNQ |     |        |     |        |        |        |     |     | 25     |
| 52   | Hurley Haywood        |        | Ret      |        |     |     |        |     |        |        |        |     |     | 20     |
| 53   | Phil Threshie         |        |          | Ret    | Ret |     |        |     | DNQ    |        |        |     |     | 15     |
| 54   | Larry Dickson         |        |          |        |     |     |        |     |        | Ret    |        |     | Ret | 10     |
| 55   | Daniel Muñiz          |        |          |        |     |     |        |     |        |        |        | Ret |     | 8      |
| 55   | Jerry Miller          |        |          |        |     |     |        |     |        |        |        |     | Ret | 8      |
| 57   | Billie Harvey         |        |          | 19     |     |     |        |     |        |        |        |     |     | 6      |
| 57   | Bob Frey              |        |          |        | DNQ |     |        |     |        |        | 17     |     |     | 6      |
| 57   | Juan Carlos Bolaños   |        |          |        |     |     |        |     |        |        |        | Ret |     | 6      |
| 57   | Michel Jourdain       |        |          |        |     |     |        |     |        |        |        | Ret | DNQ | 6      |
| 57   | Ross Davis            | Ret    |          |        |     |     |        |     |        |        |        |     |     | 6      |
| 57   | Salt Walther          |        |          |        |     |     |        |     |        |        | 18     |     |     | 6      |
| 63   | Al Loquasto           |        |          |        | Ret |     |        |     |        |        |        |     |     | 5      |
| 63   | Bill Whittington      |        | Ret      |        |     |     |        |     |        |        |        |     |     | 5      |
| 63   | Chip Mead             |        |          |        |     |     |        |     |        | Ret    |        |     |     | 5      |
| 63   | Tony Bettenhausen Jr. |        |          | DNQ    | Ret |     |        | DNQ |        |        |        |     |     | 5      |
| 63   | Jeff Heywood          |        |          |        |     |     |        |     |        | Ret    |        |     |     | 5      |
| Pos. | Piloto                | ONT R1 | INDY 500 | MIL R1 | POC | MDO | MIC R1 | WKG | MIL R2 | ONT R2 | MIC R2 | MEX | PHX | Puntos |

| Color       | Resultados                    |
| ----------- | ----------------------------- |
| Oro         | Ganador                       |
| Plata       | 2° Lugar                      |
| Bronce      | 3° Lugar                      |
| Verde       | 4° y 5° Lugar                 |
| Azul claro  | 6° – 10° Lugar                |
| Azul oscuro | Finalizó (Fuera del Top 10)   |
| Púrpura     | No acabaron la carrera        |
| Rojo        | No lograron calificarse (DNQ) |
| Marrón      | No Arrancó (DNS)              |
| Negro       | Descalificado (DSQ)           |
| Blanco      | No Arrancó (DNS)              |
| Blanco      | Abandono por carrera (C)      |
| Sin color   | No participó                  |

| In-line notation                                                            | |
| Negrita                                                                     | Pole position (1 punto; excepto en Indy y Iowa)                                                            |
| 1 Como la clasificación fue cancelada, no se otorgan el punto al polesitter | |
| Cursiva                                                                     | Vuélta más rápida                                                                                          |
| *                                                                           | Mayor Número de vueltas lideradas (2 puntos)                                                               |
| DNS                                                                         | Piloto que no calificó No logró arrancar (DNS), gana la 1/2 de los Puntos por haber calificado/participado |
| Novato del Año                                                              | |
| Novato                                                                      | |